# Planctosphaera pelagica
Planctosphaera pelagica är en djurart som tillhör fylumet svalgsträngsdjur, och som först beskrevs av Spengel 1932.  Planctosphaera pelagica ingår i släktet Planctosphaera, klassen ollonmaskar, fylumet svalgsträngsdjur och riket djur. Inga underarter finns listade i Catalogue of Life.